# Drófine
Drófine (en (ucraïnès): Дрофине) és un poble de la República Autònoma de Crimea a Ucraïna, que el 2014 tenia 779 habitants. Pertany al districte de Nijnegorski.